# 巴斯蒂安·斯特格
巴斯蒂安·斯特格（德語：Bastian Steger，1981年3月19日—），德国乒乓球运动员，右手横握球拍。

## 生涯
斯特格和蒂莫·波尔为出道于同一时期的德国乒乓球选手，在2012及2016奧運會的男團賽事中兩度奪得铜牌，同時也奪得過世界乒乓球锦标赛男团比赛亚军，欧洲乒乓球锦标赛男团冠军及男单季军。